# ホテル・ラファエル
ホテル・ラファエル（仏: Hôtel Raphael）は、フランスの首都パリ16区クレベール通りにある老舗の5つ星ホテル。ヴィシー政権下でフランス全土を占領したドイツ国防軍幹部の寄宿舎とされた。

## 歴史
ホテル・レジーナ（1900年創業）やマジェスティック・ホテルを経営していた共同創設者のレオナール・タウバーとコンスタント・バヴェレスの開発によって、1925年に創業。設計はアンドレ・ルセロが担当した。創業当時は黄金の20年代と呼ばれた時期であった。アール・デコ様式が取られ、画家ラファエロ・サンティへのオマージュが込められている。
1940年5月にドイツ軍によるパリ占領後、ラファエルの向かいにあるマジェスティックの場も寄宿舎として用いられるようになった。軍人で小説家だったエルンスト・ユンガーも1941年と1943年の3度、ドイツ国防軍大尉として滞在。滞在中にユンガーは戦闘の体験記などを執筆していた。
パリ解放後は民間に返され、数々の映画の舞台として使用されるようになった。例としておかしなおかしな大冒険（1973年）、ナインハーフ2（1996年）、ホテル・シュヴァリエ（2007年）。2019年には歌手のミレーヌ・ファルメールが公演のために宿泊している。

## 施設
一部の客室からはエッフェル塔やエトワール凱旋門を一望できる。館内は芸術品も展示されている。レストランではコース料理が基本である。イングリッシュ・バーではウイスキーやカクテル、軽食を堪能できる。

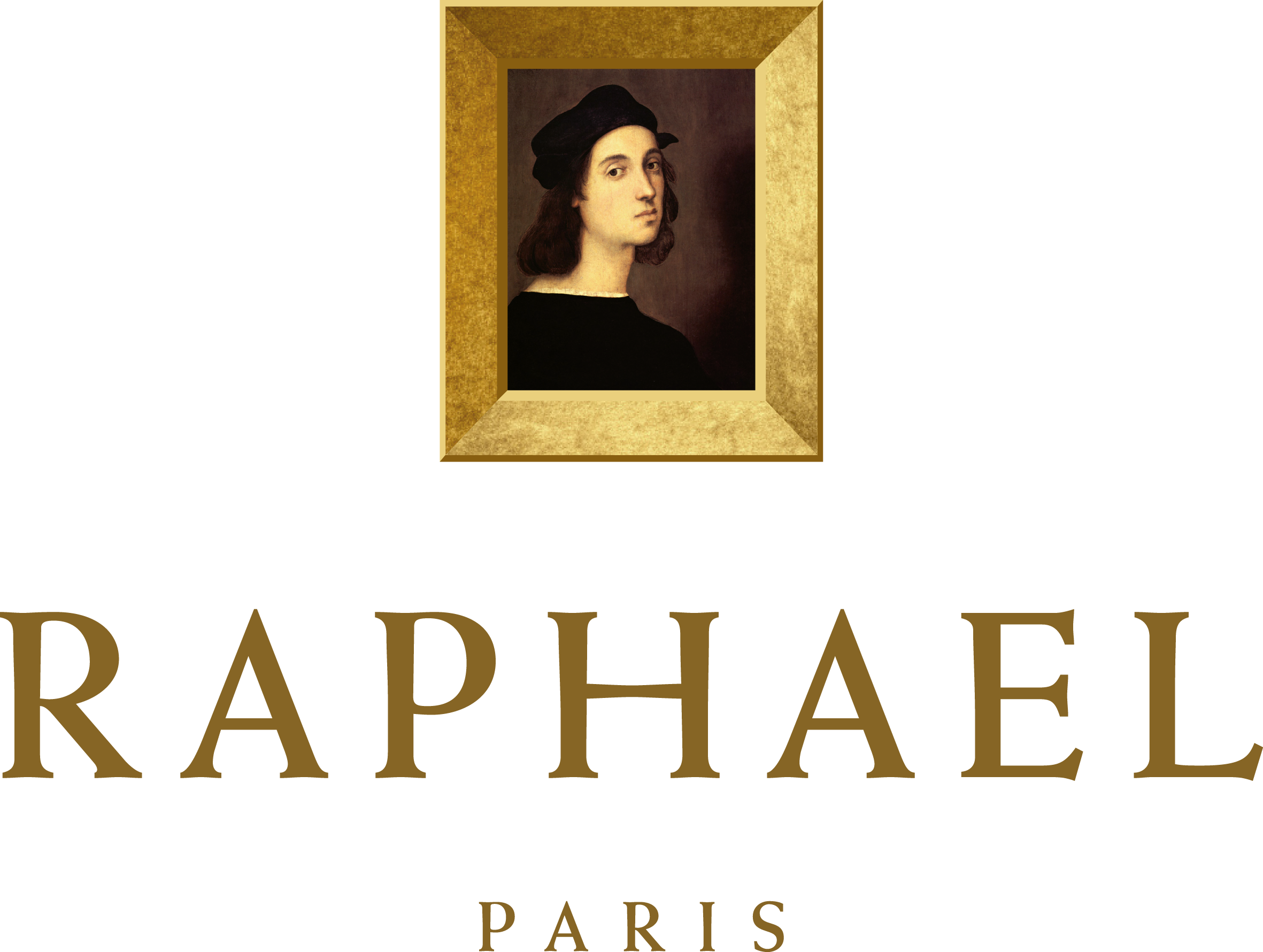
ホテルロゴ
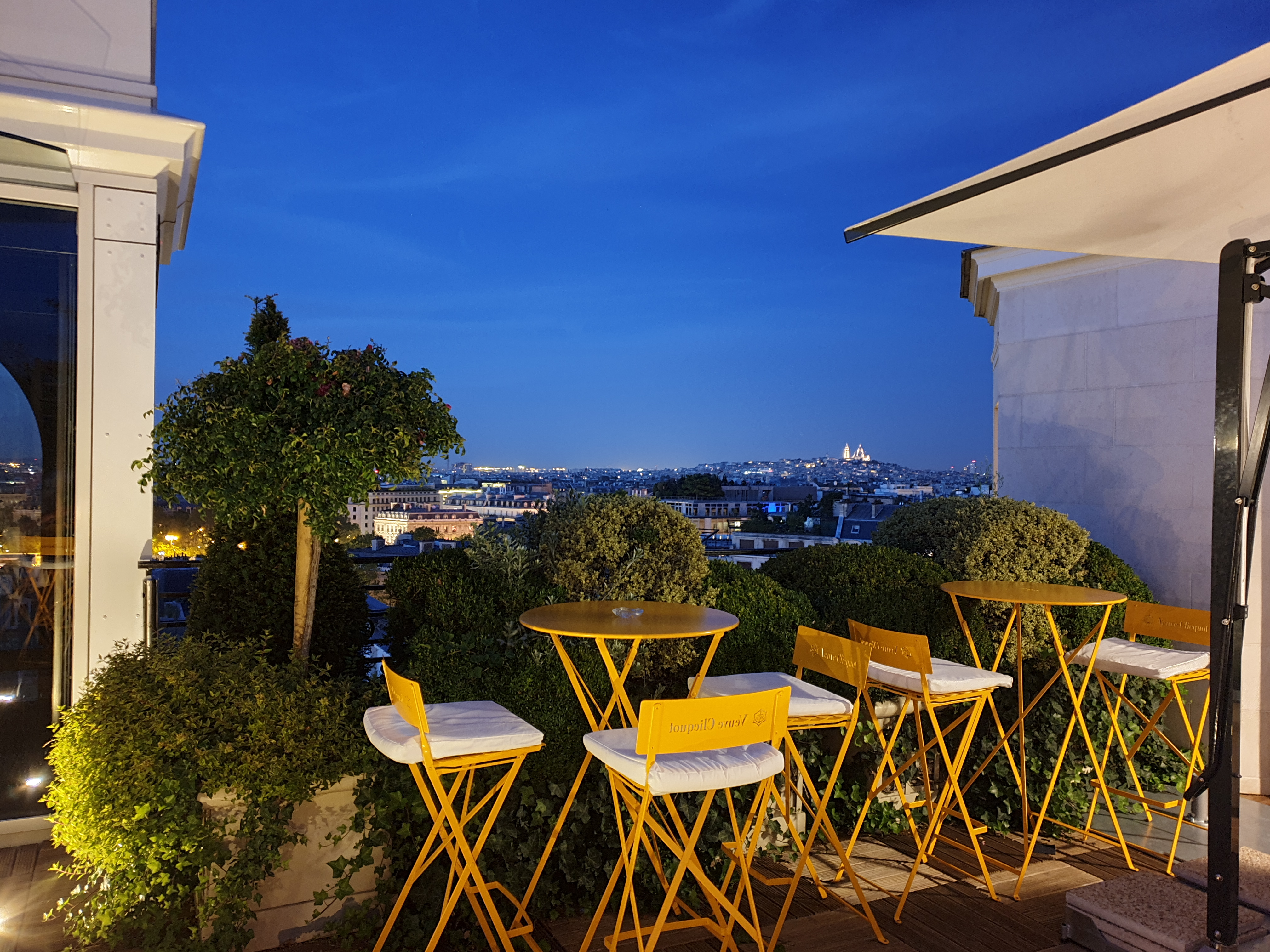
ルーフトップ（2019年）